# 南直方御殿口駅
南直方御殿口駅（みなみのおがたごてんぐちえき）は、福岡県直方市新町二丁目にある平成筑豊鉄道伊田線の駅。駅番号はHC2。
司法機関が近くにあるため、駅前には行政書士や司法書士の事務所が多数存在する。

## 歴史
- 2001年（平成13年）3月3日：開業。

## 駅構造
相対式ホーム2面2線を持つ地上駅。無人駅で駅舎はない。ホームの待合室は長崎街道をイメージしたデザインとなっている。すぐ脇を筑豊本線が通る。築堤上にある。地上とは階段とスロープで結ばれ、バリアフリー対応である。

### のりば
| ホーム | 路線    | 方向 | 行先                                 | 備考 |
| ------ | ------- | ---- | ------------------------------------ | ---- |
| 東側   | ■伊田線 | 上り | 金田・田川伊田・田川後藤寺・行橋方面 |      |
| 西側   | ■伊田線 | 下り | 直方方面                             |      |

※案内上ののりば番号は割り当てられていない。

## 利用状況
2019年度の1日平均乗降人員は65人である。
各年度の1日平均乗降・乗車人員の推移は下表のとおり。
| 年度   | 1日平均 乗降人員 |
| 2013年 | 58               |
| 2014年 | 58               |
| 2015年 | 67               |
| 2016年 | 56               |
| 2017年 | 63               |
| 2018年 | 48               |
| 2019年 | 65               |

## 駅周辺

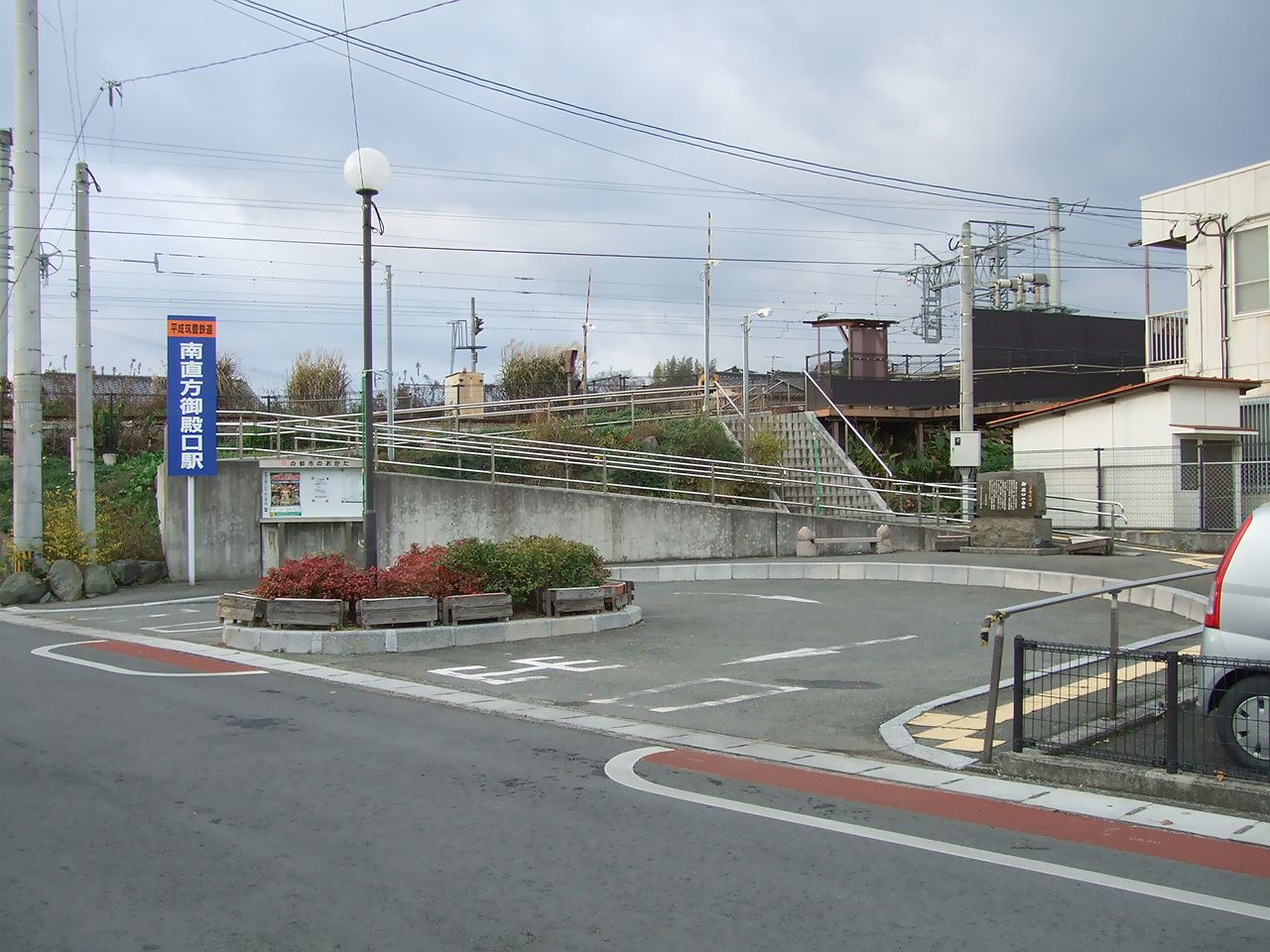
下りホーム側出入口（2009年12月）

- 直方歳時館
- 直方市立直方南小学校
- 直方市立直方西小学校
- 直方市消防本部
  - 直方市消防署
- 福岡地方裁判所直方支部
- 福岡法務局直方支局
- 直方新町郵便局
- 直方市役所
- 福岡県直方警察署
- 浄土真宗善勝寺
- 直方市民体育館
- 直方葬祭、斎場
- 浅田酒店
- 国道200号
- 福岡県道21号福岡直方線
- 福岡県道22号田川直方線

## 隣の駅
平成筑豊鉄道
■伊田線
直方駅 (HC1)  - 南直方御殿口駅 (HC2)  - あかぢ駅 (HC3)